# 前田昌代
前田 昌代（まえだ まさよ、1969年7月18日 - ）は、日本の女優。和歌山県出身。コムスシフト所属。血液型はA型。(現)京都芸術大学卒業。趣味は、映画鑑賞・日本舞踊・散歩。

## 来歴・人物
ドラマでは控えめな女性の役が多い。消費者ローンのレイクのCMで、ハワイに連れて行ってと夫におねだりして結局自分のへそくり出す妻の役で知名度を上げた。画家寺門孝之の「闇の妹」シリーズのモデルもつとめている。

## 出演

### テレビドラマ
- しんドラ「卒業旅行」（1995年、NTV）
- ハートにS 第12回「幸子ちゃん」（1995年、フジテレビ）
- 坊ちゃんちゃん(1996年、TBS)
- 刑事追う!（1996年、テレビ東京系）第6話ゲスト
- 火曜サスペンス劇場
  - 歪んだ果実（1996年、NTV系）
  - 警部補 佃次郎8（1999年、NTV系）- 藤本孝子 役
- ドラマ30
  - のんちゃんのり弁（1997年、CBC/TBS系）-なつみ　役
  - のんちゃんのり弁2（1998年、CBC/TBS系）
- ドラマ新銀河 雲の上の青い空・歌手誕生物語（1997年、NHK）小杉慶子　役
- 土曜ワイド劇場
  - 検察事務次官小錦ヤエ子「密室の愛人殺し!」（1997年4月26日、テレビ朝日系） - 津川美紗子 役
  - 女調査員・おでん屋“ぽんた”探偵局(2)（1998年、ABC/テレビ朝日系）-佐藤直子　役
- 月曜ドラマスペシャル 弁護士芸者のお座敷事件簿1（1997年7月28日、TBS系）- 芸者の染香 役
- バースデイ〜こちら椿産婦人科〜（1999年、テレビ東京系）
- ケイゾク 第9・10話（1999年、TBS系）
- 女医（1999年、YTV/NTV系）
- 黒い十人の女（2002年、フジテレビ）
- こころ（2003年、NHK）
- 年下の男（2003年、TBS系）
- 笑う三人姉妹 第7話（2005年、NHK）

### CM
- NTT フェニックスミニ（1998年）
- レイク「ほのぼのレイク」（2001年）
- P&G ファブリーズ　(2004年)

### 映画
- さすらいのトラブルバスター（1996年、松竹）
- 東京夜曲（1997年、松竹） - ニン 役
- 釣りバカ日誌13「ハマちゃん危機一髪!」（2002年）
- ハリヨの夏（2006年） - 大田節子 役

### 舞台
- 岩松了プロデュース 
  - 「アイスクリームマン」（1994年、シアタートップス）
  - 「センター街」（1995年、シアタートップス)
  - 「傘とサンダル」（1996年）
- 浮雲　タ・マニネ　(1995年、シアターコクーン)
- ウォーキング・スタッフ・インパクト「祝いの月」（2000年4月）
- RUPプロデュース「月影十番勝負第七番『愛の嵐』」（2002年9月青山円形劇場、10月大阪MIDシアター） - 田所チエ 役
- THE・ガジラ「POPCORN NABY -鹿屋の四人-」（2003年、OFF・OFFシアター）